# Pedra do Baú
Pedra do Baú (conhecido também como Complexo do Baú ou Complexo da Pedra do Baú) é um conjunto de rochas gnaissicas da Serra da Mantiqueira localizado no município de São Bento do Sapucaí, estado de São Paulo, Brasil. O ponto culminante é a Pedra do Baú (altitude de 1964 metros e 340 metros de altura), conhecido por abrigar algumas rotas de escalada esportiva. É formado pelo Bauzinho, Pedra do Baú e Ana Chata.
Cercado por montanhas da Serra da Mantiqueira, o Complexo é um forte ponto turístico, atraindo, principalmente, turistas de aventura, sendo considerado um dos 5 destinos no Brasil para aventureiros.

## História

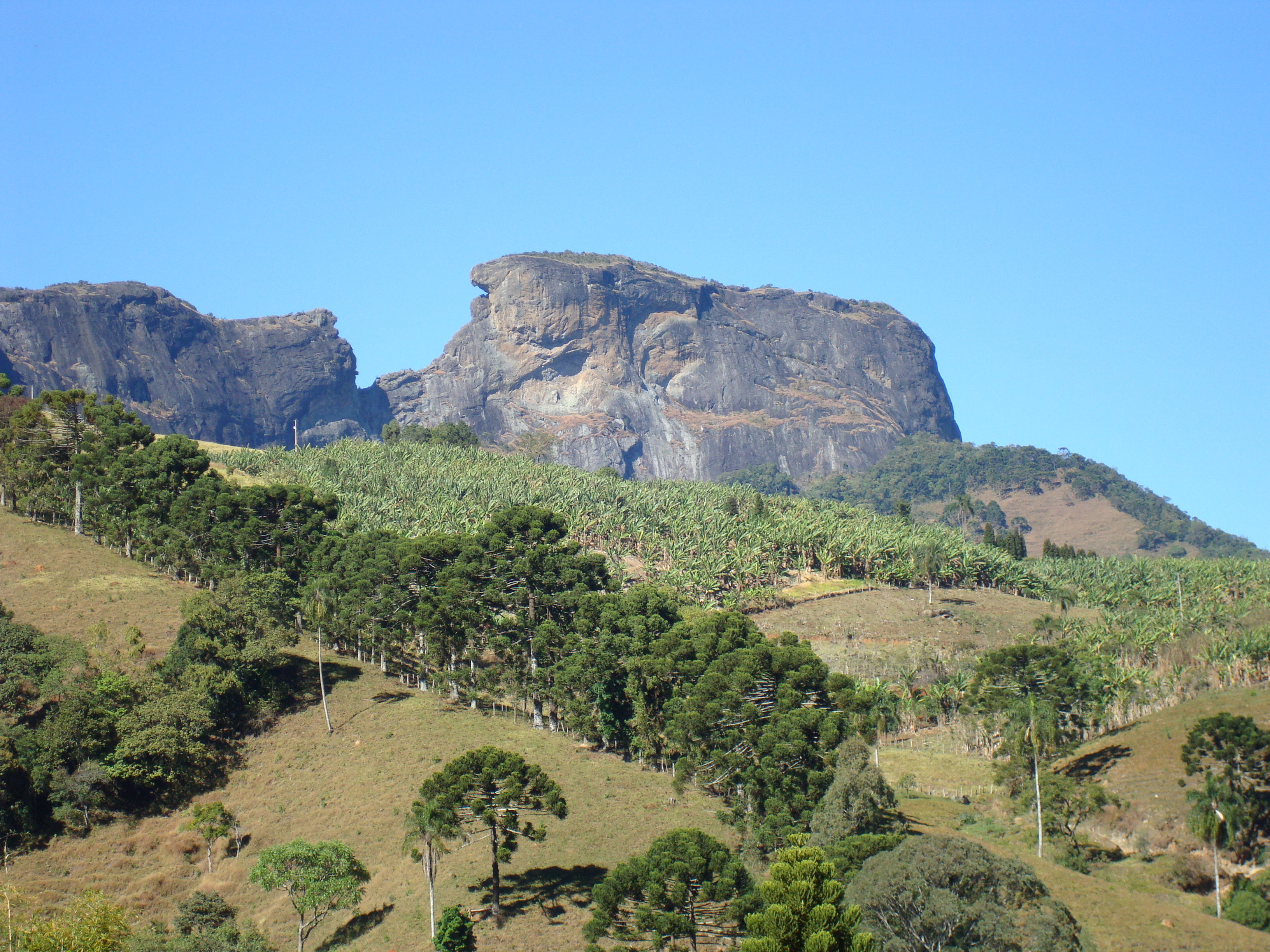
Pedra do Baú (centro) e Bauzinho (esquerda), vista pé de Serra a partir de São Bento do Sapucaí

A Pedra do Baú foi escalada pela primeira vez em 1940, pelos irmãos João e Antônio Teixeira de Sousa, conhecidos por irmãos Cortez. Dois anos depois, o empresário Luís Dumont Vilares patrocinou a construção das duas primeiras vias ferratas de acesso à pedra, na face sul, lado do bairro do Baú, São Bento do Sapucaí, e na face norte, lado de São Bento do Sapucaí. Algum tempo depois foi construído o primeiro abrigo de montanha do Brasil, no topo da Pedra, abrigo este que não existe mais (pode-se ver apenas suas fundações), alvo de vandalismos seguidos ao longo dos anos.

## Turismo
A formação é um local popular para escalada, parapente, trekking e outras formas de ecoturismo e turismo de aventura.